# Daniela Müller
Daniela Müller (Aschaffenburg, 10 juli 1957) is een Duitse theoloog en kerkhistoricus. Ze is als  professor in de geschiedenis van het christendom aan de Radboud Universiteit Nijmegen verbonden en heeft verscheidene publicaties betreffende ketterij en dissidenten op haar naam staan.

## Achtergrond
Na haar studie Germanistiek, geschiedenis en katholieke theologie in Würzburg, Bonn en Rome werkte ze als onderzoeksassistente voor prof. dr. W. Trusen aan het Institut für Deutsche Rechtsgeschichte und Kirchenrecht. Ze promoveerde op het onderwerp ecclesiologie van de Albigenzen; meer specifiek dogmatiek en geschiedenis van de dogmatiek. In 1996 ontving ze haar habilitatie over deze onderwerpen, met een venia legendi voor geschiedenis van canoniek recht. 
Sinds 1998 is ze gastprofessor canoniek recht aan de Westfaalse Wilhelms-Universiteit in Münster. In 2000 kreeg ze de leerstoel kerk- en dogmageschiedenis aan de Katholieke Theologische Universiteit Utrecht en in 2007 werkte ze als professor kerkgeschiedenis en theologie aan Tilburg University. Sinds 2009 is ze professor kerkgeschiedenis en canoniek recht, alsook geschiedenis van het christendom aan de faculteit der filosofie, theologie en religiewetenschappen aan de Radboud Universiteit Nijmegen.

## Onderzoek
Haar onderzoeksinteresses zijn ketterij en de verwevenheid van canoniek recht met theologie. Het uitgangspunt van haar onderzoek is de relatie tussen historische, theologische en juridische aspecten. 
De focus ligt op de interactie van tegenstrijdige modellen van interpretatie binnen het christendom, waarbij orthodoxie en heterodoxie niet beschouwd worden als elkaar uitsluitend, maar als een doorgaand proces van de ontwikkeling van geleerdheid binnen het christendom. De disputen over de verschillende interpretaties van de leerstellingen zijn de drijvende kracht achter de ontwikkeling van de spirituele cultuur van Europa, lang voordat de Verlichting haar intrede deed.

## Selecte bibliografie
- Frauen vor der Inquisition. Lebensform, Glaubenszeugnis und Aburteilung der deutschen und französischen Katharerinnen. (Veröffentlichungen des Instituts für Europäische Geschichte Mainz, Abt. Abendländische Religionsgeschichte, red. Von G. MAY, Bd. 166), Mainz 1996. ISBN 3805318316
- Ketzer und Ketzerverfolgung, in: Lexikon zur Geschichte der Hexenverfolgung, red. von G. Gersmann/K. Moeller/J.-M. Schmitt[2]
- Schuld und Sünde, Sühne und Strafe. Strafvorstellungen der mittelalterlichen Kirche und ihre rechtlichen Konsequenzen (Schriftenreihe des Zentrums für rechtswissenschaftliche Grundlagenforschung Würzburg 1), Baden-Baden 2009. ISBN 3832941843
- Gott und seine zwei Frauen. Der Teufel bei den Katharern, In: Interdisziplinäre Hexenforschung online 3, 2011: Teuflische Beziehungen - teuflische Gestalten. Der dämonische Kontrapunkt des Hexenglaubens[3]
- Ketzer und Kirche. Beobachtungen aus zwei Jahrtausenden (Christentum und Dissidenz 1), Münster 2014. ISBN 978-3-643-12271-1
- Frauen und Häresie. Europas christliches Erbe (Christentum und Dissidenz 2), Münster 2015. ISBN 978-3-643-12743-3
- The Making of a Cathar Counter-Church, the 'Ecclesia dei', through the Consolamentum Ritual (Baptism of the Holy Spirit), In: Bibliothèque de la Revue d'Histoire Ecclésiastique, 106, 2020, 119-161.

## Weblinks
- Profiel pagina van Radboud Universiteit Nijmegen
- Center for Catholic Studies
- CIRCAED
- Imagining the Inquisition
- Gott und seine zwei Frauen. Der Teufel bei den Katharern op historicum.net
- Ketzer und Ketzerverfolgung, in: Lexikon zur Geschichte der Hexenverfolgung, red. von G. Gersmann/K. Moeller/J.-M. Schmitt[dode link] op historicum.net